# 坐困愁屋
《坐困愁屋》（英語：Inside）是一部2023年心理驚悚片，由班·霍普金斯編劇，瓦西利斯·卡索皮斯執導，這是他的長片導演處女作。影片講述了一名藝術品竊賊（威廉·達佛飾）被困在豪華頂層公寓內，逐漸失去對現實的掌控。本片於2023年2月20日在第73屆柏林國際電影節上進行全球首映。該影片於2023年3月10日由Tulip Entertainment在希臘院線上映，由索尼影業比利時公司於2023年3月15日在比利時院線上映，並於2023年3月16日在德國院線上映由SquareOne娛樂公司製作。

## 演員
- 威廉·達佛 飾 尼莫[5]
- 吉恩·貝爾沃茨 飾 所有人[1]
- 伊莉莎·史圖克 飾 茉莉[1]

## 製作
這部電影是按時間順序拍攝的，導演瓦西利斯·卡索皮斯將其比作拍攝紀錄片。
經過在科隆MMC電視電影工作室拍攝七週後，主要拍攝於2021年6月1日結束。

## 發行
該影片於2023年2月20日在第73屆柏林國際電影節上全球首映。該片由Tulip Entertainment於2023年3月10日在希臘上映，由比利時索尼影業於2023年3月15日在比利時上映，由SquareOne Entertainment於2023年3月16日在德國上映，2023年3月17日在美國上映，由Focus Features報道。

## 評價
根据評論匯總网站爛番茄汇总的104篇评论文章，63%的评论家给予该作正面评价，使之獲得「認證新鮮」標識，平均打分为6.1分（满分10分）

## 外部連結
- 互联网电影数据库（IMDb）上《坐困愁屋》的资料（英文）